# Hella (przedsiębiorstwo)

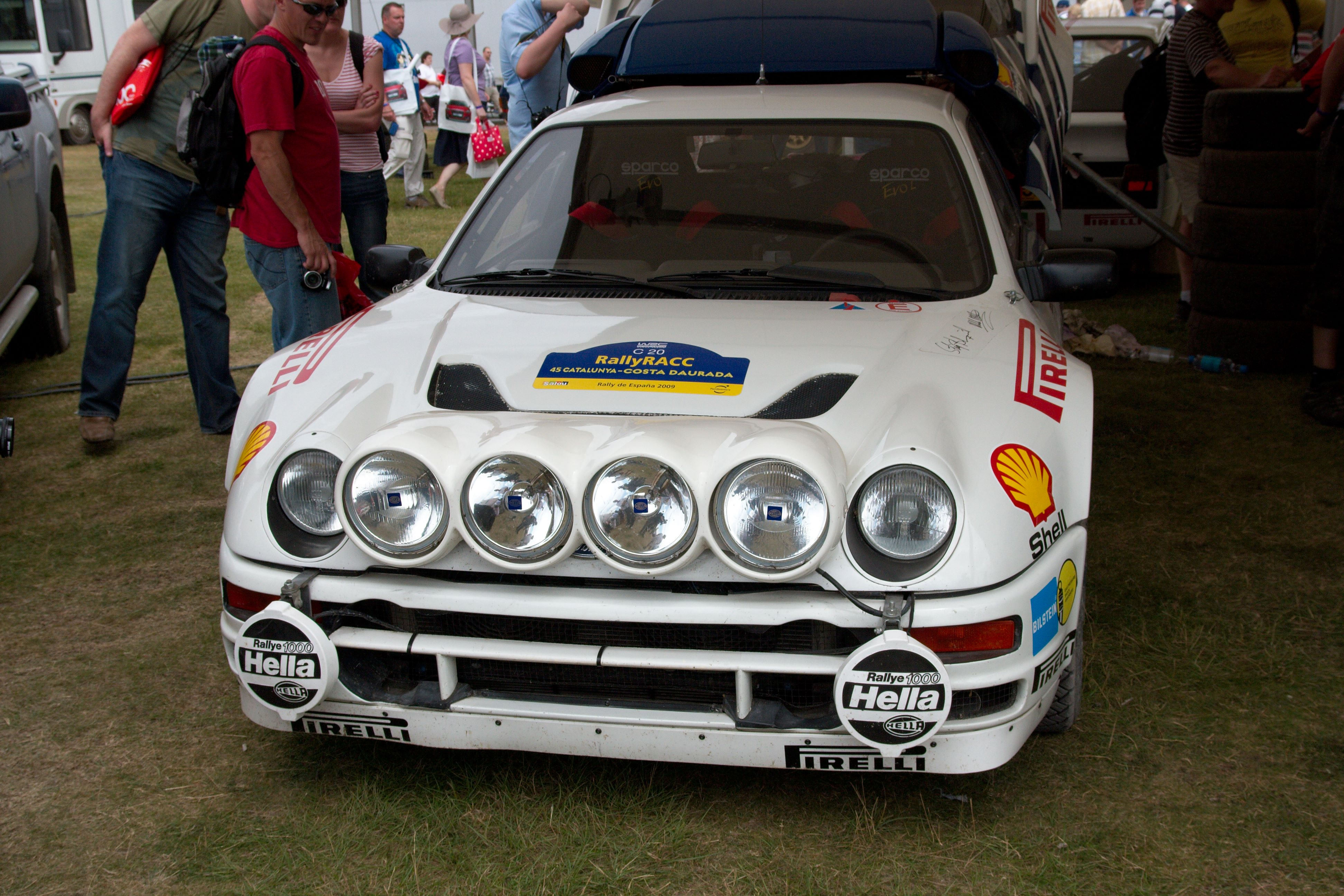
Samochód z reflektorami Hella

Hella KGaA Hueck & Co. – globalne przedsiębiorstwo produkujące m.in. reflektory samochodowe, założone w 1899 roku, z siedzibą w Lippstadt (Niemcy). W roku podatkowym 2018/2019 osiągnęło przychody ze sprzedaży w wysokości 7 mld euro.